# سرخجه

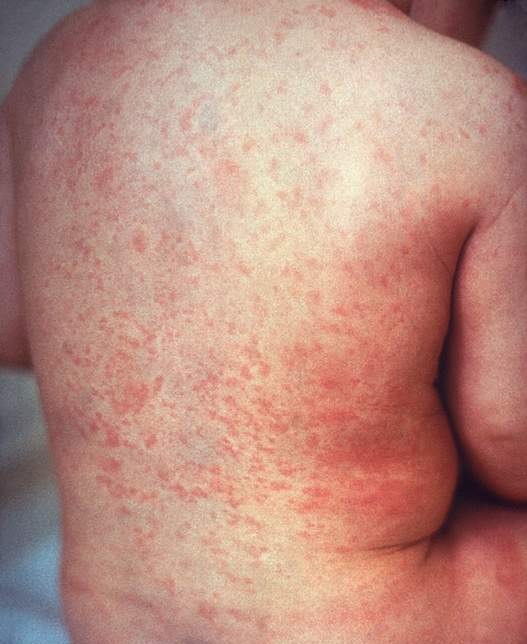
بیماری سرخجه

سرخجه (به انگلیسی: Rubella) یک بیماری ویروسی است که سرخک آلمانی یا سرخک سه روزه نیز نام دارد زیرا تب بیمار بعد از ۳ روز قطع می‌شود. گاهی ضایعات پوستی آن شبیه سرخک یا مخملک تظاهر پیدا می‌کند. سرخجه دارای عفونت زایی و پاتوژنز بینابینی و ویرولانس با شدت پایین است .

## علائم ونشانه‌های بیماریسرخجه
دانه‌های پوستی در سرخجه معمولاً در پشت گوش پدیدار می‌شوند و سپس به صورت و گردن و بقیه نقاط بدن گسترش میابد از نشانه‌های بالینی مشخص سرخجه التهاب غده‌های لنفاوی واقع در پشت گوش یا ناحیه پشت گردنی می‌باشد. کودک مبتلا به این بیماری ممکن است فاقد علامت باشد بیماری در بزرگسالان می‌تواند به صورت تب خفیف ۱ تا ۵ روزه، سردرد، بیقراری، ترشح خفیف بینی و التهاب ملتحمه بروز کند.

## ناهنجاریهایی که در سندرم سرخجه مادرزادی ایجاد می‌شود
جنین‌هایی که در مراحل اول تشکیل مبتلا می‌شوند بیشتر از همه در معرض خطر مرگ داخل رحمی، سقط جنین خودبخود و ناهنجاریهای اندامهای مهم بدن هستند. این ناهنجاریها ممکن است شامل یک یا چند نوع از جمله: ناشنوایی، آب مروارید، کوچکی چشم، آب سیاه جنینی، کوچکی جمجمه، عقب‌ماندگی ذهنی، ارتباط بین سرخرگ ششی و آئورت، نقص دیواره بین بطنی یا دهلیز در قلب، ضایعات پوستی، بزرگی هم‌زمان کبد و طحال، یرقان، نقایص استخوانی باشد.
وههچنین نداشتن تعادل در افراد می‌گردد.

## تشخیص بیماری سرخجه
سرخجه در تشخیص افتراقی با بیماری‌های سرخک، مخملک و تعداد زیادی از عفونتهای پوستی و مونو نوکلئوز عفونی قرار می‌گیرد.
تشخیص بالینی سرخجه در اغلب مواقع درست انجام نمی‌شود. در موارد حاد بیماری تنها با کمک آزمایشگاه می‌توان بیماری را تشخیص داد. تشخیص بیماری براساس افزایش آنتی‌بادی اختصاصی ضدویروس سرخجه در دو بار آزمایش تأیید می‌شود در فاصله ۱ تا ۲ هفته پس از ظهور ضایعات پوستی می‌توان ویروس را از ترشحات گلوی بیمار جدا کرد. خون، ادرار و مدفوع بیمار می‌تواند حاوی ویروس باشد. اما جداکردن ویروس بسیار وقت‌گیر بوده و به ۱۰ تا ۱۴ روز وقت احتیاج دارد.
برای تشخیص سرخجه مادرزادی در نوزاد تازه متولد شده می‌توان خون بیمار را مورد آزمایش قرار داد در صورت وجود آنتی‌بادی اختصاصی ضدویروس سرخجه در یک نمونه خون می‌توان بیماری را تشخیص داد.

## شیوع بیماری سرخجه
این بیماری در تمام نقاط دنیا از اجتماعات دور و مجزا شایع است. شیوع سرخجه در زمستان و بهار افزایش می‌یابد.

## مخزن سرخجه
انسان تنها مخزن این ویروس است.

## روش‌های سرایت بیماری سرخجه
سرخجه از طریق تماس با ترشحات بینی و گلوی افراد آلوده منتقل می‌شود. این بیماری به‌طور مستقیم از طریق قطره‌های آب دهان ضمن تماس مستقیم بیماران منتقل می‌شود.

## دوره کمون بیماری سرخجه
دوره نهفتگی بیماری بین ۱۴ تا ۱۷ روز می‌باشد و می‌تواند تا ۲۱ روز نیز متغیر باشد.

## دوره سرایت بیماری
این دوره از یک هفته قبل از بروز ضایعات پوستی شروع می‌شود و تا حداقل ۴ روز پس از آن ادامه می‌یابد. سرخجه یک بیماری به شدت مسری است. نوزادانی که مبتلا به سرخجه مادرزادی هستند ممکن است تا ماه‌ها بعد از تولد، ویروس را دفع کنند.

## چه کسانی به سرخجه حساسیت دارند و چه افرادی در مقابل این بیماری مقاومند؟
حساسیت به این بیماری در همه افراد عمومیت دارد. تنها نوزادان متولد شده از مادران ایمن تا مدتی می‌توانند ایمنی مادرزادی را حفظ کنند. در اثر آلودگی طبیعی به ویروس یا واکسیناسیون، ایمنی فعال در مقابل بیماری ایجاد می‌شود. ایمنی‌ای که بعد از عفونت طبیعی به وجود می‌آید، معمولاً همیشگی است و به‌نظر می‌رسد که برای تمام عمر باقی می‌ماند ولی ایمنی ناشی از واکسیناسیون، بستگی به میزان تماس با بیماری در مناطق اندمیک دارد.

## روشهای پیشگیری از ابتلا به سرخجه
تزریق واکسن و ایمونوگلبولین.
مردم باید نسبت به روش انتقال بیماری و ضرورت واکسیناسیون آشنا شوند. واکسیناسیون علیه بیماری سرخجه تزریق یک نوبت واکسن ویروس زنده ضعیف شده در ۹۸ تا ۹۹ درصد افراد حساس منجر به ایجاد آنتی‌بادی قابل توجه می‌شود.

## روشهای کنترل بیماری سرخجه
تمام موارد ابتلا به سرخجه یا سرخجه جنینی باید به مقامات بهداشتی گزارش شود. گزارش سریع موارد مشکوک و بیماری وسیله‌ای برای اجرای اقدامات به موقع خواهد بود.

## درمان بیماری سرخجه
این بیماری درمان اختصاصی ندارد؛ ولی در سال۱۹۵۲ در اروپا ریشه کن شد

## اقدام‌های لازم در همه‌گیری بیماری سرخجه
تمام موارد تأیید شده بیماری یا موارد مشکوک باید فوراً به مقامات بهداشتی گزارش شوند برای کنترل همه‌گیری لازم است که تمام تماسهای حساس واکسینه گردند. جامعه پزشکی و مردم باید از وجود همه‌گیری مطلع شوند تا بتوانند خانمهای حامله را مشخص کرده و آن‌ها را محافظت کنند.